# Julia Wärmer
Julia Wärmer (ur. 16 sierpnia 1989 w Rostocku) – niemiecka wioślarka.

## Osiągnięcia
- Mistrzostwa Świata Juniorów – Amsterdam 2006 – dwójka podwójna – 5. miejsce[1].
- Mistrzostwa Świata Juniorów – Pekin 2007 – dwójka podwójna – 5. miejsce[1].
- Mistrzostwa Europy – Ateny 2008 – czwórka podwójna – 4. miejsce[1].
- Mistrzostwa Europy – Brześć 2009 – dwójka podwójna – 7. miejsce[1].